# Dear You
Dear You è il quarto album in studio del gruppo musicale statunitense Jawbreaker, pubblicato nel 1995.

## Tracce
1. Save Your Generation – 3:43
2. I Love You So Much It's Killing Us Both – 2:51
3. Fireman – 4:06
4. Accident Prone – 6:14
5. Chemistry – 3:54
6. Oyster – 2:38
7. Million – 4:20
8. Lurker II: Dark Son of Night – 3:37
9. Jet Black – 5:13
10. Bad Scene, Everyone's Fault – 2:11
11. Sluttering (May 4th) – 4:14
12. Basilica – 6:05
13. Unlisted Track – 2:18

Tracce Bonus Reissue (2004)
1. Shirt – 3:15
2. Into You Like a Train (The Psychedelic Furs cover) – 2:26
3. Sister – 4:13
4. Friendly Fire – 4:59
5. Boxcar (re-recorded version) – 1:56

## Formazione
- Blake Schwarzenbach – voce, chitarra
- Adam Pfahler – batteria
- Chris Bauermeister – basso